# Åke Hellman
För spelmannen, se Åke Hellman (musiker).

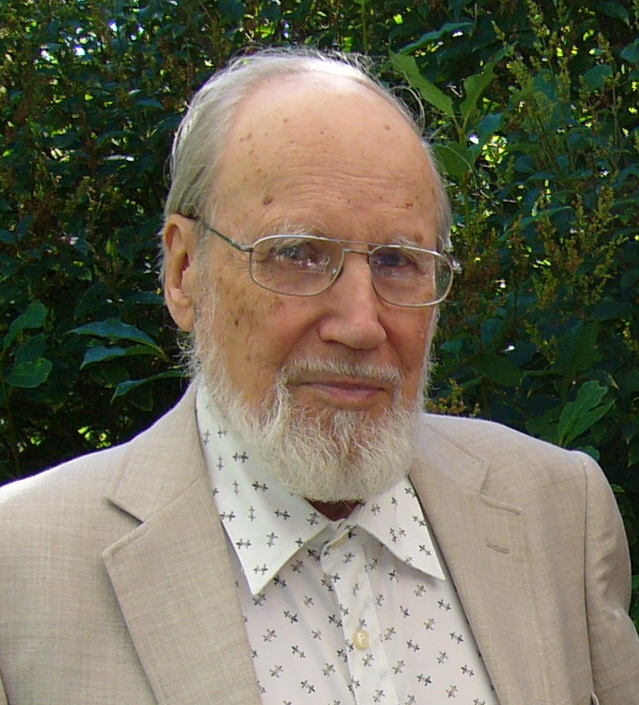
Åke Hellman

Åke Fredrik Hellman, född 19 juli 1915 i Helsingfors, död 18 december 2017 i Borgå, var en finländsk konstnär och professor. Han gjorde sin konstnärliga debut 1939. Han har gjort sig känd som porträttmålare men också för sina stilrena, säkert komponerade stilleben föreställande enkla vardagsföremål, ofta med en subtil underton. Han har bakom sig en lång karriär som lärare i bildkonst och teckning, bland annat som föreståndare för Helsingfors universitets ritsal. Hans konst finns representerad i samlingar som Helsingfors universitet, Presidentens slott, Högsta Domstolen och Ateneum. Han fick utmärkelsen Pro Finlandia 1963 och professors namn 1990.
Hellman var gift med bildkonstnären Karin Hellman, född Wisuri. Paret träffades under sin gemensamma studietid vid Konstindustriella läroverket (Ateneum) 1934–38. De har tillsammans sonen, arkitekten Karl-Johan (född 1944) och dottern, keramikkonstnären Åsa (född 1947).
I samband med Hellmans 90-årsdag 2005 publicerades biografin Människan och målaren, skriven av Ulla-Lena Lundberg och Erik Kruskopf. Hösten 2017 ställde han ut sina och Karin Hellmans verk i Helsingfors konsthall.